# Попутная песня
«Попутная песня» — романс М. И. Глинки на стихотворение Н. В. Кукольника. Входит в цикл «Прощание с Петербургом», созданный в 1840 году. Многие романсы цикла имеют посвящения; «Попутная песня» посвящена Н. Ф. Немировичу-Данченко.

## История
Поводом к созданию «Попутной песни» послужило открытие в 1837 году первой в России железной дороги — Царскосельской, соединявшей Петербург, Царское Село и Павловск. Это событие широко освещалось в прессе; скорее всего, на нём присутствовал и Глинка.
Из дневниковой записи Нестора Кукольника за 24 декабря 1839 года известно, что он написал слова на уже готовую мелодию. В той же записи Кукольник характеризует её следующим образом: «… чрезвычайно оригинальная композиция изображает паровоз с его ежедневными ощущениями; переходы весьма замечательны. В области музыки мне не встречалось ещё ничего подобного».
Примечательно, что в тексте Кукольника слово «пароход» употребляется в значении «паровоз»: в то время эти слова были синонимами. Это же слово использует и один из современников Глинки, выражая свои впечатления от «Попутной песни»: «Музыка удивительно верна! Вы слышите шум и движение от идущей машины, на вашем лице мелькает улыбка от искусного подражания композитора. Пароход летит, а между тем вы слышите меланхолические звуки мечтающего поэта…»

## Общая характеристика
Дым столбом, кипит, дымится пароход.

Пестрота, разгул, волненье, ожиданье, нетерпенье…

Православный веселится наш народ,

И быстрее, шибче воли

Поезд мчится в чистом поле.

Нет! Тайная дума быстрее летит,

И сердце, мгновенья считая, стучит.

Коварные думы мелькают дорогой,

И шепчешь невольно: «О боже, как долго!»
О. Е. Левашёва пишет в отношении «Попутной песни», что эта «красочная сценка русского быта» уникальна не только в музыке Глинки, но и во всём русском романсе того времени. Это единственный случай, когда в своём песенном творчестве Глинка явным образом откликнулся на реальное событие текущей жизни.
Запев романса представляет собой «скороговорку», которая словно бы имитирует радостный гомон собравшейся на открытие железной дороги толпы. Примечательно, что вокальная партия дублируется здесь унисоном аккомпанемента, — для Глинки это нехарактерно. Однако и этот приём служит той же цели: передать ритм самой жизни, состояние «ожиданья» и «нетерпенья». По мнению С. М. Слонимского, акцентированная ритмика «Попутной песни» «предвосхищает самую лихую эстрадную музыку XX века».
В припеве дробная скороговорка сменяется лирической кантиленой; в жанровую картину привносится нотка мечтательной грусти. Тем не менее она органично сочетается с моторикой аккомпанемента, который и становится главным средством создания образа. Избегая чрезмерного натурализма, Глинка передаёт общее впечатление стремительного движения.

## Исполнители
Известно, что сам Михаил Глинка обладал хорошим голосом и нередко исполнял собственные произведения. А. Н. Серов, вспоминая о том, как Глинка пел «Попутную песню», писал, что он замечательно изображал присутствующий в ней контраст живости и меланхолии и что песня так и была им задумана для этого контраста. По словам Серова, «В тексте здесь нет и сотой доли того, что есть в нотах этой грациозно-задумчивой мелодии, а в нотах опять нет и тени того, что было в очаровательном исполнении автором».
«Попутная песня» пользовалась большой популярностью в середине XIX века и остаётся одной из самой исполняемых в цикле «Прощание с Петербургом». В числе её исполнителей в разные годы были Ф. И. Шаляпин, М. О. Рейзен, А. Ф. Ведерников, В. И. Касторский, Е. Е. Нестеренко, Г. М. Нэлепп, С. П. Лейферкус, Д. А. Хворостовский, И. К. Архипова, Н. Л. Дорлиак, З. А. Долуханова и др. Существуют также переложения для хора и для оркестра.